# Kraslice předměstí
Kraslice předměstí je nákladiště a zastávka (někdejší železniční stanice) ve městě Kraslice v okrese Sokolov v Karlovarském kraji ležící nedaleko řeky Svatavy. Leží na neelektrizované jednokolejné trati Sokolov–Zwotental.

## Historie
V souvislosti s výstavbou nádraží v Sokolově v roce 1870 započala Buštěhradská dráha v následujících letech výstavbu tratě podél řeky Svatavy. Trať podle původních plánů měla vést před Kraslice až do Saska. Plán se na úplném začátku nepodařilo naplnit, protože nedošlo k uzavření dohody mezi českou a německou stranou. Kvůli tomu byla trať dočasně ukončena na začátku města Kraslice, kde byla vystavena železniční stanice Dolní Kraslice, která se tak stala konečnou.
V následujících letech byly snahy o dohody obnoveny a nakonec došlo k tomu, že trať byla prodloužena až do německého Klingenthalu. Během toho došlo o něco dál za Dolními Kraslicemi k otevření nového městského nádraží, kterým se staly Horní Kraslice. Dolní Kraslice tímto ztratily jak postavení cílové stanice, tak postavení městského nádraží. Přesto byla stanice ponechána v provozu, aby umožnila lidem bydlícím na předměstí Kraslic pohodlně cestovat bez nutnosti se zdlouhavě přemísťovat na nové nádraží na druhé straně města.
Po zestátnění Buštěhradské dráhy v roce 1923 správu stanice převzaly Československé státní dráhy. V následujících letech se Horní Kraslice přejmenovávají na Kraslice hlavní nádraží a Dolní Kraslice na Kraslice předměstí.
15. dubna 1945, v den dočasného přerušení provozu na železniční trati, došlo právě v Kraslicích předměstí k odstřelování vlakového transportu vězňů. Na místě zahynulo 23 lidí, kteří byli pohřbeni na městském hřbitově opodál.
20. června 1945 byl obnoven obvyklý provoz. 27. května 1979 došlo k reorganizaci provozu tak, že železniční stanice Kraslice předměstí byla degradována na dopravnu D3.
Po revoluci připadla správa následovníkovi ČSD, tedy Českým drahám, které se však rozhodly, že některé lokální tratě, včetně této, zruší. Přičiněním městského zastupitelstva Kraslic došlo k tomu, že trať zrušena nebyla a naopak ji převzala nově vzniklá soukromá drážní společnost Viamont. Poté, co Viamont zkrachoval, převzala v roce 2011 správu tratě společnost PDV Railway a osobní drážní doprava připadla společnosti GW Train Regio.